# Óculos inteligente

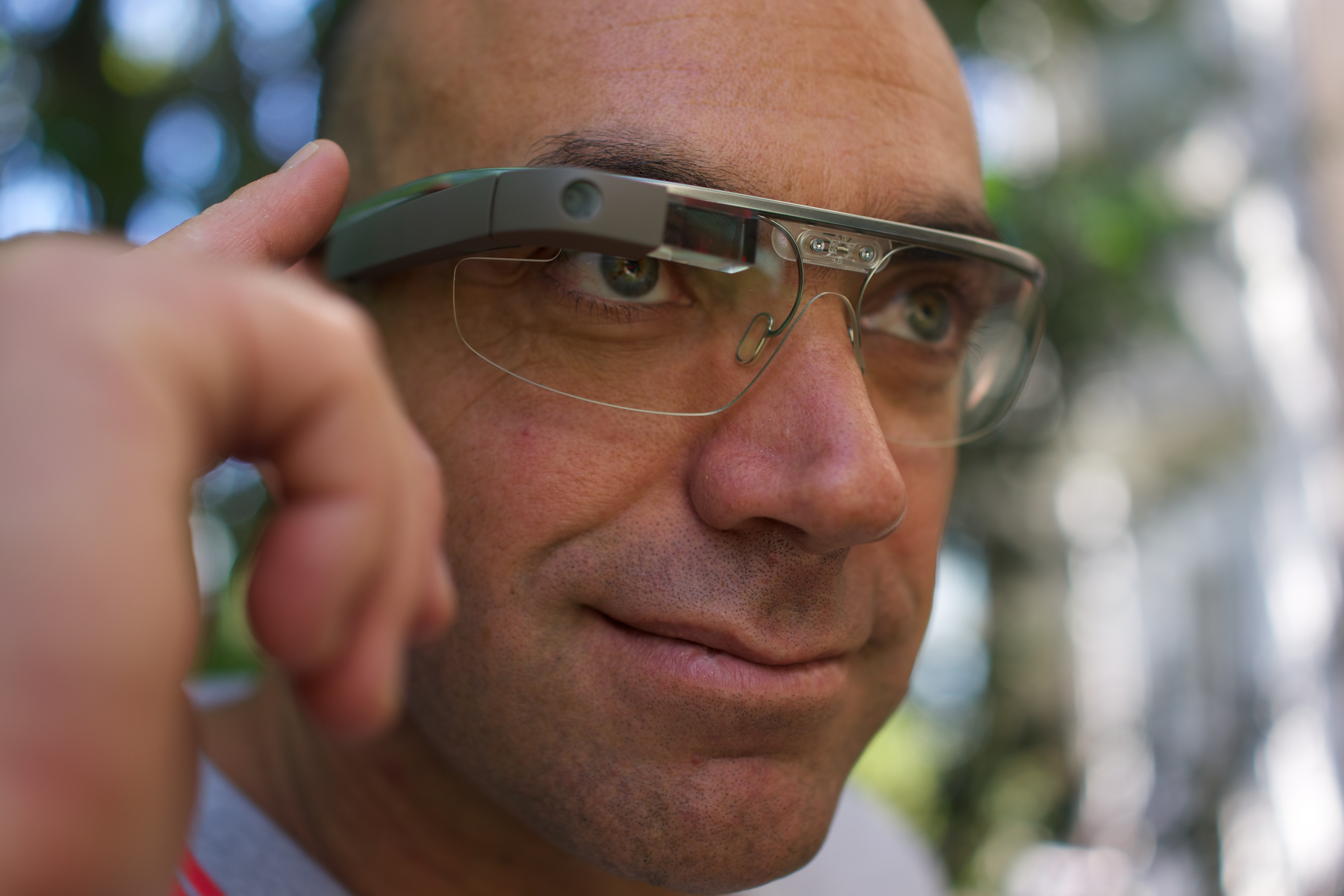
Usando o touch pad embutido na lateral do Google Glass 2013 para se comunicar com o telefone do usuário usando Bluetooth

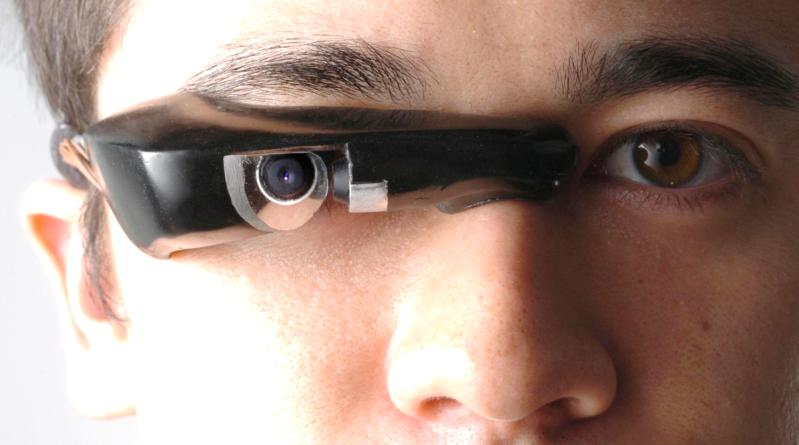
Homem usando um EyeTap 1998, Digital Eye Glass.

Óculos inteligentes (em inglês:  Smartglasses) são computadores vestíveis nos olhos ou na cabeça. Muitos óculos inteligentes incluem telas que adicionam informações ao lado ou ao que o usuário vê. Alternativamente, os óculos inteligentes são por vezes definidos como óculos capazes de alterar as suas propriedades ópticas, tais como óculos de sol inteligentes que são programados para alterar a tonalidade por meios electrónicos. Alternativamente, os óculos inteligentes às vezes são definidos como óculos que incluem funcionalidade de fone de ouvido. Alguns tipos de óculos inteligentes podem ser considerado dispositivos de realidade aumentada.
A sobreposição de informações em um campo de visão é obtida por meio de um display óptico de cabeça (OHMD, sigla em inglês) ou óculos sem fio incorporados com heads-up display transparente (HUD) ou sobreposição de realidade aumentada (AR). Esses sistemas têm a capacidade de refletir imagens digitais projetadas, além de permitir que o usuário veja através delas ou veja melhor com elas. Embora os primeiros modelos possam executar tarefas básicas, como servir como display frontal para um sistema remoto, como no caso de óculos inteligentes que utilizam tecnologia celular ou Wi-Fi, os óculos inteligentes modernos são efetivamente computadores vestíveis que podem executar aplicativos móveis independentes. Alguns são viva-voz e podem se comunicar com a Internet por meio de comandos de voz em linguagem natural, enquanto outros usam botões sensíveis ao toque.
Como outros computadores, os óculos inteligentes podem coletar informações de sensores internos ou externos. Pode controlar ou recuperar dados de outros instrumentos ou computadores. Na maioria dos casos, ele suporta tecnologias sem fio como Bluetooth, Wi-Fi e GPS. Um pequeno número de modelos executa um sistema operacional móvel e funciona como reprodutores de mídia portáteis para enviar arquivos de áudio e vídeo ao usuário por meio de um fone de ouvido Bluetooth ou WiFi. Alguns modelos de óculos inteligentes também apresentam capacidade completa de registro de vida e rastreador de atividades.
Tais dispositivos também podem ter recursos encontrados em um smartphone. Alguns possuem recursos de funcionalidade de rastreador de atividades, como visto em alguns relógios com GPS.